# Orogén fázisok listája
Az orogén fázisok a Föld történetének hegységképződési periódusai, a szárazulatképződés legfontosabb szakaszai. Ez a lista csak a globális, vagy legalábbis regionális hegységképződéseket tartalmazza. Minden kontinensnek megvan a maga saját sorozata, sokszor ugyanannak a mozgásnak is más neve van.

## Lista
| idő           | időszak                        | kor                                         | korszak                      | orogén ciklus                                                       | orogén fázis               | ismert maradványai                                                                                       |
| ------------- | ------------------------------ | ------------------------------------------- | ---------------------------- | ------------------------------------------------------------------- | -------------------------- | --- |
| proterozoikum |                                |                                             |                              | laurenciumi                                                         | manitoba orogén fázis      | Winnipeg-tó                                                                                              |
| proterozoikum | dakotai orogén fázis           | Marealbidák                                 |                              | laurenciumi                                                         |                            | |
| proterozoikum | penokeai orogén fázis          | Kanadai-, Brazíliai-pajzs, Medve-tó, Indaya |                              | laurenciumi                                                         |                            | |
| proterozoikum | szvioni és bottni orogén fázis | Szvekofenidák                               |                              | laurenciumi                                                         |                            | |
| proterozoikum | laurenciumi orogén fázis       | Szent Lőrinc-folyó                          |                              | laurenciumi                                                         |                            | |
| proterozoikum | ectasium–stenium               | algomai                                     | grenvilli orogén fázis       | Mezoafricidák, Gondwanidák                                          |                            | |
| proterozoikum | tonium                         | algomai                                     | edmund orogén fázis          | Gotokarelidák Huronidák                                             |                            | |
| proterozoikum | kriogén                        | asszinti                                    | konkipidi orogén fázis       | Neoafricidák, Minas-Geraes, Nyugat-Ausztráliai-őshegység            |                            | |
| proterozoikum | ediakara                       | asszinti                                    | asszinti orogén fázis/cadomi | Massif Central, Vogézek, Schwarzwald, Podóliai-hátság, Azovi-hátság |                            | |
| paleozoikum   | kambrium                       | késő kambrium                               |                              | kaledóniai                                                          | szalairi orogén fázis      | Kaledóniai-hegységrendszer elemei Ázsiai-kraton                                                          |
| paleozoikum   | kambrium                       | késő kambrium                               | szárdi orogén fázis          | kaledóniai                                                          |                            | Kaledóniai-hegységrendszer elemei Ázsiai-kraton                                                          |
| paleozoikum   | ordovícium                     | késő ordovícium                             | hirnanti                     | kaledóniai                                                          | takoni orogén fázis        | Appalache, Lappföld, Lengyel-középhegység                                                                |
| paleozoikum   | szilur                         | késő szilur                                 | pridoli                      | kaledóniai                                                          | ardenni orogén fázis       | Kaledóniai-hegységrendszer elemei Brabanti-masszívum, Harz, Ardennek, Szudéták, Kaledonidák              |
| paleozoikum   | devon                          | –                                           | –                            | –                                                                   | –                          | – |
| paleozoikum   | karbon                         | kora karbon                                 | tournaisi                    | herciniai                                                           | breton orogén fázis        | Variszkuszi-hegységrendszer, Armorikai-hegység (herciniai gyűrődések) Altáj-hegység, Tien-san, Appalache |
| paleozoikum   | karbon                         | kora karbon                                 | szerpuhovi                   | herciniai                                                           | szudétai orogén fázis      | Variszkuszi-hegységrendszer, Armorikai-hegység (herciniai gyűrődések) Altáj-hegység, Tien-san, Appalache |
| paleozoikum   | karbon                         | késő karbon                                 | baskíriai                    | herciniai                                                           | érchegységi orogén fázis   | Variszkuszi-hegységrendszer, Armorikai-hegység (herciniai gyűrődések) Altáj-hegység, Tien-san, Appalache |
| paleozoikum   | karbon                         | késő karbon                                 | moszkvai                     | herciniai                                                           | aszturiai orogén fázis     | Variszkuszi-hegységrendszer, Armorikai-hegység (herciniai gyűrődések) Altáj-hegység, Tien-san, Appalache |
| paleozoikum   | perm                           | kora perm                                   | asszeli                      | herciniai                                                           | saali orogén fázis         | utógyűrődéses orogén fázisok: Urál, Donyeci-medence, Appalache                                           |
| paleozoikum   | perm                           | késő perm                                   | changhsingi                  | herciniai                                                           | pfalzi orogén fázis        | diszkordanciák                                                                                           |
| mezozoikum    | triász                         | középső triász                              | ladin                        | óalpi                                                               | labai orogén fázis         | Észak-Kaukázus, Dél-Alpok                                                                                |
| mezozoikum    | triász                         | késő triász                                 | karni                        | óalpi                                                               | labai orogén fázis         | Észak-Kaukázus, Dél-Alpok                                                                                |
| mezozoikum    | triász                         | késő triász                                 | nori                         | óalpi                                                               | ókimmériai orogén fázis    | Kaukázus, Kelet-Ázsia, Krím, Dobrudzsa, Keleti-Kárpátok                                                  |
| mezozoikum    | jura                           | késő jura                                   | tithon                       | alpi                                                                | újkimmériai orogén fázis   | Alpok, Turkesztán, Tien-san, Bajkál-tó                                                                   |
| mezozoikum    | kréta                          | kora kréta                                  | valangini                    | alpi                                                                | újkimmériai orogén fázis   | Közép-Németország, Bakony                                                                                |
| mezozoikum    | kréta                          | kora kréta                                  | albai                        | alpi                                                                | ausztriai orogén fázis     | Alpok |
| mezozoikum    | kréta                          | késő kréta                                  | santoni                      | alpi                                                                | szubherciniai orogén fázis | Harz, Mecsek                                                                                             |
| mezozoikum    | kréta                          | késő kréta                                  | maastrichti                  | alpi                                                                | larami orogén fázis        | Sziklás-hegység, Alpok, Kárpátok, Dinaridák, Atlasz                                                      |
| kainozoikum   | harmadidőszak                  | paleogén                                    | eocén                        | újalpi                                                              | pireneusi orogén fázis     | Rhône-medence, Provence, Nyugat-Alpok, Taurusz, Himalája                                                 |
| kainozoikum   | harmadidőszak                  | paleogén                                    | oligocén                     | újalpi                                                              | szávai orogén fázis        | Kárpátok, Alpok, Dinaridák, Himalája                                                                     |
| kainozoikum   | harmadidőszak                  | neogén                                      | miocén                       | újalpi                                                              | stájer orogén fázis        | Kárpátok, Alpok, Dinaridák, Himalája                                                                     |
| kainozoikum   | harmadidőszak                  | neogén                                      | miocén                       | újalpi                                                              | attikai orogén fázis       | Kárpátok, Alpok, Dinaridák, Himalája                                                                     |
| kainozoikum   | harmadidőszak                  | neogén                                      | pliocén                      | újalpi                                                              | rhodáni orogén fázis       | Kárpátok, Alpok, Dinaridák, Himalája                                                                     |
| kainozoikum   | harmadidőszak                  | neogén                                      | pliocén                      | újalpi                                                              | pasadénai orogén fázis     | Kárpátok, Alpok, Dinaridák, Himalája                                                                     |